# Рафа Мухіка
Рафа Мухіка (ісп. Rafa Mújica, ісп. вимова: [ˈrafa ˈmuxika], нар. 29 жовтня 1998, Лас-Пальмас-де-Гран-Канарія) — іспанський футболіст, нападник португальського клубу «Ароука».

## Клубна кар'єра
Народився 29 жовтня 1998 року в місті Лас-Пальмас-де-Гран-Канарія. Вихованець клубу «Лас-Пальмас» з рідного міста, з якого у травні 2015 року він приєднався до академії «Барселони». 26 березня 2016 року, коли йому було лише 17 років, він дебютував у складі резервної команди «Барселона Б», вийшовши на заміну замість Хуана Камара в матчі Сегунди В проти «Льосетенсе» (2:0). Загалом за три роки команду каталонців провів 60 ігор і забив 10 голів, а також грав на правах оренди в клубі «Корнелья».
4 липня 2019 року у статусі вільного агента підписав трирічний контракт з «Лідс Юнайтед», втім а першу команду так і не дебютував, виступаючи на правах оренди за нижчолігові іспанські клуби «Естремадура», «Вільярреал Б», «Реал Ов'єдо» та «Лас-Пальмас», а влітку 2021 року підписав з останніми повноцінний контракт.
21 червня 2022 року Мухіка перейшов до португальської команди «Ароука», уклавши дворічну угоду. 5 серпня в матчі проти столичної «Бенфіки» він дебютував у Сангріш-лізі. 15 серпня в поєдинку проти «Жіл Вісенте» (1:0) Рафа забив свій перший гол за «Ароуку». Станом на 22 січня 2024 року відіграв за клуб з Ароуки 45 матчів в національному чемпіонаті.

## Виступи за збірну
2016 року зіграв два матчі у складі юнацької збірної Іспанії (U-19).

## Статистика виступів

### Статистика клубних виступів
| Сезон                   | Команда                 | Чемпіонат               | Чемпіонат | Чемпіонат | Національний кубок | Національний кубок | Національний кубок | Континентальні кубки | Континентальні кубки | Континентальні кубки | Інші змагання | Інші змагання | Інші змагання | Усього | Усього |
| Сезон                   | Команда                 | Ліга                    | Ігор      | Голів     | Ліга               | Ігор               | Голів              | Ліга                 | Ігор                 | Голів                | Ліга          | Ігор          | Голів         | Ігор   | Голів  |
| ----------------------- | ----------------------- | ----------------------- | --------- | --------- | ------------------ | ------------------ | ------------------ | -------------------- | -------------------- | -------------------- | ------------- | ------------- | ------------- | ------ | ------ |
| 2015–16                 | «Барселона Б»           | СДБ (ІІІ)               | 6         | 1         |                    | -                  | -                  |                      | -                    | -                    |               | -             | -             | 6      | 1      |
| 2016–17                 | «Барселона Б»           | СДБ (ІІІ)               | 18        | 2         |                    | -                  | -                  |                      | -                    | -                    |               | -             | -             | 18     | 2      |
| 2017-січ. 2018          | «Барселона Б»           | СД (ІІ)                 | 3         | 0         |                    | -                  | -                  |                      | -                    | -                    |               | -             | -             | 3      | 0      |
| січ.-черв. 2018         | «Корнелья»              | СДБ (ІІІ)               | 14+2      | 5+1       |                    | -                  | -                  |                      | -                    | -                    |               | -             | -             | 16     | 6      |
| 2018–19                 | «Барселона Б»           | СДБ (ІІІ)               | 33        | 7         |                    | -                  | -                  |                      | -                    | -                    |               | -             | -             | 33     | 7      |
| Усього за Barcellona B  | Усього за Barcellona B  | Усього за Barcellona B  | 60        | 10        |                    | -                  | -                  |                      | -                    | -                    |               | -             | -             | 60     | 10     |
| 2019-січ. 2020          | «Естремадура»           | СД (ІІ)                 | 7         | 0         | КІ                 | 1                  | 0                  |                      | -                    | -                    |               | -             | -             | 8      | 0      |
| січ.-черв. 2020         | «Вільярреал Б»          | СДБ (ІІІ)               | 7         | 4         |                    | -                  | -                  |                      | -                    | -                    |               | -             | -             | 7      | 4      |
| 2020-січ. 2021          | «Реал Ов'єдо»           | СД (ІІ)                 | 4         | 0         | КІ                 | 1                  | 2                  |                      | -                    | -                    |               | -             | -             | 5      | 2      |
| січ.-черв. 2021         | «Лас-Пальмас»           | СД (ІІ)                 | 13        | 1         | КІ                 | -                  | -                  |                      | -                    | -                    |               | -             | -             | 13     | 1      |
| 2021–22                 | «Лас-Пальмас»           | СД (ІІ)                 | 14+2      | 1+0       | КІ                 | 1                  | 0                  |                      | -                    | -                    |               | -             | -             | 17     | 1      |
| Усього за «Лас-Пальмас» | Усього за «Лас-Пальмас» | Усього за «Лас-Пальмас» | 27+2      | 2+0       |                    | 1                  | 0                  |                      | -                    | -                    |               | -             | -             | 30     | 2      |
| 2022–23                 | «Ароука»                | ПЛ                      | 5         | 2         | КП+КЛ              | 0                  | 0                  |                      | -                    | -                    |               | -             | -             | 5      | 2      |
| Усього за кар'єру       | Усього за кар'єру       | Усього за кар'єру       | 128       | 24        |                    | 3                  | 2                  |                      | -                    | -                    |               | -             | -             | 131    | 26     |

## Титули і досягнення
- Чемпіон Катару (1):

«Ас-Садд»: 2024-25
- Володар Кубка наслідного принца Катару (1):

«Ас-Садд»: 2025